# Lichtensteiner Kopf-Tunnel
Der Lichtensteiner Kopf-Tunnel ist einer von insgesamt zwölf Tunneln der aus der Pfälzischen Ludwigsbahn hervorgegangenen Bahnstrecke Mannheim–Saarbrücken und mit 92 Metern nach dem Eisenkehl- sowie dem Franzosenwoog-Tunnel ihr drittkürzester.

## Lage
Der Tunnel befindet sich auf der Gemarkung der Ortsgemeinde Neidenfels unweit von deren nordwestlichen Siedlungsrand. Er dient der Abkürzung einer Schlaufe des Hochspeyerbach zur Unterquerung eines Ausläufers des namensgebenden Lichtensteiner Kopf. In unmittelbarer Nähe des Tunnels steht die Ruine der Burg Lichtenstein. Sowohl vor dem Nord- als auch vor dem Südportal werden dieser sowie die parallel zu ihm verlaufende Bundesstraße 39 mittels einer Brücke überquert. Unweit des Brückenbauwerks beim Südportals schließt sich der Gleisanschluss eines Unternehmens für Feinpapier an.

## Geschichte
Am 21. Dezember 1837 erteilte der bayerische König Ludwig I. dem Bau einer Magistrale in Ost-West-Richtung von der Rheinschanze nach Bexbach grünes Licht. Zwischen Neustadt und Frankenstein musste für den Anstieg zahlreiche Hügel und Ausläufer von Bergen überwunden werden. Unter ihnen befand sich auch der  Lichtensteiner Berg, von dem sich zwei Ausläufer wie ein Keil der geplanten Strecke entgegenstellten. Einer von ihnen befand sich unweit der Burg Lichtenstein. Dies erforderte in diesem Bereich den Bau eines insgesamt 92 Meter langen Tunnels. Bereits seit 1847 war der Verkehr von Ludwigshafen nach Neustadt eröffnet worden, 1848 folgte in zwei Etappen der Abschnitt Homburg–Frankenstein. Am 25. August 1849 folgte der Lückenschluss zwischen Frankenstein und Neustadt einschließlich des Lichtensteiner Kopf-Tunnels. Zuvor hatten Kutschen den Verkehr zwischen den beiden Streckenteilen übernommen. Im Juli 1856 war die Ludwigsbahn dann durchgehend zweigleisig befahrbar.
Da die Magistrale von Mannheim nach Saarbrücken schon immer für den Fernverkehr eine große Bedeutung besaß, wurde sie ab 1960 schrittweise elektrifiziert. Der Lichtensteiner Kopf-Tunnel musste für die Elektrifizierung aufgeweitet werden. Dies verzögerte die Fertigstellung des elektrischen Betriebs, der schließlich ab dem 12. März 1964 auf gesamter Länge aufgenommen werden konnte.